# سرزمین طلای سیاه
سرزمین طلای سیاه (به فرانسوی: Tintin au pays de l'or noir) پانزدهمین کتاب از مجموعهٔ کتابهای مصور ماجراهای تن‌تن و میلو است. این کتاب نخستین بار در سال ۱۹۵۰ میلادی توسط هرژه نوشته، طراحی و به چاپ رسید. این داستان در اصل باید پس از هشتمین داستان از مجموعه ماجراهای تن‌تن و میلو یعنی عصای اسرارآمیز نهمین داستان از این مجموعه باشد ولی به دلیل تصرف بلژیک توسط آلمان نازی، ناتمام ماند تا این که پس از پایان جنگ، هرژه دوباره به نگارش آن پرداخت و آن را کامل کرد.

## چاپ اول
- در انگلیس: Casterman
- در ایران (ترجمه فارسی): انتشارات ونوس

## تعداد صفحات
- در ایران: ۶۲ صفحه
- در بلژیک: ۶۲ صفحه
- در انگلیس: ۶۲ صفحه
- در آمریکا: ۶۲ صفحه
- در فرانسه: ۶۲ صفحه

## داستان

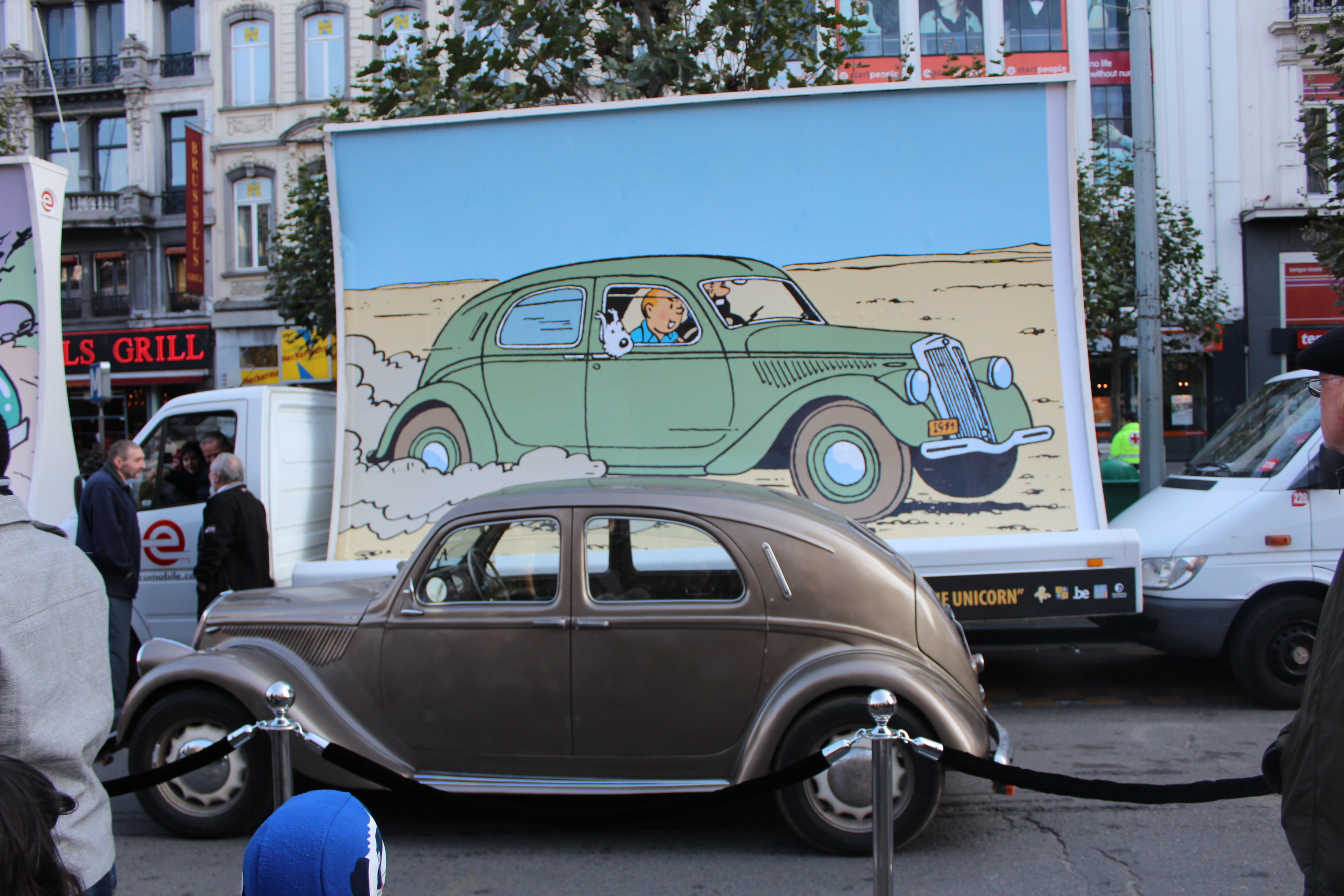
ماشین به تصویر کشیده شده در مجموعه کمیک تن تن، در جریان رویدادهای جهان، اولین نمایش ماجراجویی تن‌تن- راز اسب شاخدار در بروکسل، 2011/10/22

در حالی که خطر جنگ همه جا را تهدید می‌کرد، به طریق مرموزی شبکه نفت و بنزین با مشکل عجیبی رو به رو گردید به‌طوری که هرگونه استفاده از نفت موجب انفجار وسیله مورد نظر می‌گردید.
در این میان تن‌تن راهی کشور «خمد» گشته و در پایان متوجه می‌شود دکتر مولر که در جریان جعل اسکناس در داستان جزیره سیاه نقش داشته است، نه تنها در ایجاد مشکل برای شبکه نفت دست داشت، بلکه امیر بن کالش اذاب را نیز برای انعقاد قرار داد با شرکت نفتی دیگری که مولر در آن فعالیت داشته، تحت فشار قرار داده است.
در پایان تن‌تن موفق به نجات عبدالله فرزند امیر از دست مولر نیز می‌گردد و او را دستگیر می‌کند…
نسخه ابتدایی تن‌تن در سرزمین طلای سیاه که به صورت مجله منتشر شده که در فلسطین تحت قیومیت بریتانیا در سالهای دهه ۳۰ میلادی می‌گذرد. در این نسخه تن‌تن توسط گروه یهودی آرگون که علیه حکومت تحت قیومت بریتانیا می‌جنگند ربوده می‌شود.
نسخه اول سرزمین طلای سیاه در ۱۹۵۰ چاپ گردید اما هرژه در ۱۹۷۰ به سفارش طرف قرار داد در بریتانیا، نسخه دیگری از این کتاب را ارائه داد.